# Exportfred
Exportfred (finska: Vientirauha) var en finländsk strejkbrytarorganisation, grundad 1920 för att bekämpa av kommunisterna organiserade så kallade politiska strejker. 
I ledningen för organisationen stod Martti Pihkala, som utsågs till dess direktör (Exportfred kallades efter honom även "Pihkalagardet") och Vihtori Kosola, två män som tidigt hade kommit med i den aktivistiska, mot ryssarna riktade verksamheten. Exportfred tillhandahöll strejkbrytare, som ofta var österbottniska bönder, och med deras bistånd lyckades arbetsgivarna bryta bland annat en stor hamnstrejk 1928–1929. Organisationens verksamhet avtog under 1930-talet och omintetgjordes helt av de förändrade politiska förhållanden som inträdde efter vapenstilleståndet 1944.